# Tuberculose extensivamente resistente
A tuberculose extensivamente resistente (XDR-TB) é uma variante de tuberculose resistente à maior parte dos antibióticos conhecidos e que mata aproximadamente metade das pessoas infectadas pela bactéria super-resistente. Acredita-se que para curar uma pessoa infectada com a bactéria, seriam necessários entre 12 e 18 meses e os custos do tratamento chegariam a 100 mil libras. De acordo com a Organização Mundial de Saúde, estima que haja, no ano de 2008, cerca de 9 milhões de casos de tuberculose no mundo, sendo 2% deles do tipo super-resistente a antibióticos.